# Karen McCarthy
Karen McCarthy (Haverhill, 18 marzo 1947 – Overland Park, 5 ottobre 2010) è stata una politica statunitense, membro della Camera dei Rappresentanti per lo stato del Missouri dal 1995 al 2005.

## Biografia
Dopo gli studi all'Università del Kansas la McCarthy entrò in politica come esponente del Partito Democratico ed ottenne un seggio alla Camera dei Rappresentanti del Missouri.
Nel 1994, quando Alan Wheat abbandonò il suo incarico al Congresso per cercare l'elezione al Senato, la McCarthy si candidò per succedergli e vinse. Venne poi rieletta altre quattro volte.
Nel 2003 decise di non chiedere un altro mandato per via di problemi personali e si ritirò a vita privata. Anni dopo, nel giugno del 2009, la sua famiglia rivelò che la donna era ricoverata in una casa di riposo e soffriva di Alzheimer. La McCarthy poi morì nell'ottobre del 2010, all'età di sessantatré anni.